# Басманов Гаврило Іванович
Гаврило Іванович Басманов (18 серпня 1920 — 1 березня 1945) — Герой Радянського Союзу (16.10.1943), учасник Другої світової війни, радист роти зв'язку 360-го стрілецького полку 74-ї стрілецької дивізії 13-ї армії Центрального фронту, червоноармієць.

## Біографія
Народився 1920 року в селі Покровка нині Стерлітамацького району Башкортостану. Росіянин. Освіта неповна середня. Член ВКП(б) з 1945 року. У 1935—1938 роки працював у колгоспі «Згода» Стерлітамацького району.
До Червоної армії призваний у 1938 році Стерлітамацьким райвійськкоматом. Служив у прикордонних військах. У 1940—1942 роках працював судовим виконавцем в місті Стерлітамак. На початку 1942 року знову призваний в Червону армію Стерлітамацьким райвійськкоматом. На фронтах Другої світової війни з березня 1942 року.
Червоноармієць Г. І. Басманов 23-25 вересня 1943 року одним з перших переправився на західний берег річки Дніпро на північ від села Комарин Гомельської області і встановив зв'язок з командуванням. У запеклому бою з чисельно переважаючим противником Г. І. Басманов пробравшись з невеликою групою розвідників в тил німців, передавав командуванню важливі відомості про противника. При поверненні розвідники натрапили на групу солдатів вермахту і вступили з ними в бій. Г. І. Басманов гранатами знищив 10 німців, пробився до власних позицій і виніс з бою пораненого бійця.
Звання Героя Радянського Союзу з врученням ордена Леніна і медалі «Золота Зірка» (№ 3927) Гаврилу Івановичу Басманову присвоєно 16 жовтня 1943 року.
В 1944 році після важкого поранення Г. І. Басманов звільнений з армії і повернувся на батьківщину. Помер 1 березня 1945 року.

## Нагороди
- Медаль «Золота Зірка» Героя Радянського Союзу (№ 3927)
- Орден Леніна
- Орден Червоної Зірки (17.08.1943)[3]
- Медаль «За бойові заслуги» (13.07.1943)[4]

## Пам'ять
- Похований на батьківщині, в селі Покровка.
- У Стерлітамацьком районі в селі Наумовка встановлений бюст Басманова.
- На будівлях шкіл в селі Покровка та селі Наумовка встановлені меморіальні дошки.
- Одна з вулиць села Покровка носить ім'я Героя.